# 肸顿
肸顿是中亞地區在大夏管治时期的五翕侯之一，首都在薄茅城。
它在公元前80年-公元前30年间與其它三部翕侯被贵霜所灭。